# Olympische Winterspiele 2022/Eiskunstlauf/Qualifikation
Dieser Artikel beschreibt die Qualifikation für die Olympischen Winterspiele 2022 im Eiskunstlauf.

## Übersicht
| Nation             | Männer | Frauen | Paarlauf | Eistanz | Zusatz | Team | Athleten |
| ------------------ | ------ | ------ | -------- | ------- | ------ | ---- | -------- |
| Armenien           |        |        |          | 1       |        |      | 2        |
| Aserbaidschan      | 1      | 1      |          |         |        |      | 2        |
| Australien         | 1      | 1      |          |         |        |      | 2        |
| Belarus            | 1      | 1      |          |         |        |      | 2        |
| Belgien            |        | 1      |          |         |        |      | 1        |
| Bulgarien          |        | 1      |          |         |        |      | 1        |
| China              | 1      | 1      | 2        | 1       |        | X    | 8        |
| Deutschland        |        | 1      | 1        | 1       | 1      | X    | 6        |
| Estland            | 1      | 1      |          |         |        |      | 2        |
| Finnland           |        | 1      |          | 1       |        |      | 3        |
| Frankreich         | 2      |        |          | 1       |        |      | 4        |
| Georgien           | 1      | 1      | 1        | 1       |        | X    | 6        |
| Großbritannien     |        | 1      |          | 1       |        |      | 3        |
| Israel             | 1      |        | 1        |         |        |      | 3        |
| Italien            | 2      |        | 2        | 1       | 1      | X    | 9        |
| Japan              | 3      | 3      | 1        | 1       |        | X    | 10       |
| Kanada             | 2      | 1      | 2        | 3       |        | X    | 13       |
| Lettland           | 1      |        |          |         |        |      | 1        |
| Litauen            |        |        |          | 1       |        |      | 2        |
| Mexiko             | 1      |        |          |         |        |      | 1        |
| Niederlande        |        | 1      |          |         |        |      | 1        |
| Österreich         |        | 1      | 1        |         |        |      | 3        |
| Polen              |        | 1      |          | 1       |        |      | 3        |
| ROC                | 3      | 3      | 3        | 3       |        | X    | 18       |
| Schweden           | 1      | 1      |          |         |        |      | 2        |
| Schweiz            | 1      | 1      |          |         |        |      | 2        |
| Spanien            |        |        | 1        | 1       |        |      | 4        |
| Südkorea           | 2      | 2      |          |         |        |      | 4        |
| Tschechien         | 1      | 1      | 1        | 1       |        | X    | 6        |
| Ukraine            | 1      | 1      |          | 1       | 2      | X    | 6        |
| Ungarn             |        |        | 1        |         |        |      | 2        |
| Vereinigte Staaten | 3      | 3      | 2        | 3       |        | X    | 16       |
| Gesamt: 32 NOKs    | 30     | 30     | 19       | 23      | 4      | (10) | 148      |

## Qualifikationssystem
Insgesamt stehen im Eiskunstlauf 144 Quotenplätze zur Verfügung. Pro NOK dürfen maximal 9 Athleten pro Geschlecht teilnehmen. Diese verteilen sich wie folgt:
- Männer-Einzel: 30 Athleten
- Frauen-Einzel: 30 Athletinnen
- Eistanz: 23 Paare
- Paarlauf: 19 Paare

Durch zusätzliche Quotenplätze kann die Anzahl der teilnehmenden Athleten auf maximal 149 erhöht werden. China hat als Gastgebernation Priorität bei diesen zusätzlichen Plätzen.

### Qualifikation
Quotenplätze werden nicht direkt an Athleten, sondern an die entsprechenden NOKs vergeben. Pro NOK dürfen maximal drei Nennungen pro Disziplin erfolgen. Teilnahmeberechtigt sind ausschließlich Athleten die bis zum 24. Januar 2022 eine Mindestpunktzahl für technische Elemente erreicht haben. Zusätzlich qualifizieren sich zehn Nationen für den Teamwettbewerb. 
Die meisten Quotenplätze wurden basierend auf den Ergebnissen bei der Eiskunstlauf-Weltmeisterschaften 2021 vergeben. Die restlichen Plätze wurden Ende September 2021 bei der Nebelhorn Trophy in Oberstdorf vergeben.

## Männer-Einzel
| Qualifikationswettkampf  | Ort        | Athleten pro NOK | Qualifizierte Nationen                                                                                               | Plätze |
| ------------------------ | ---------- | ---------------- | --- | ------ |
| Weltmeisterschaften 2021 | Stockholm  | 3                | Japan | 23     |
| Weltmeisterschaften 2021 | Stockholm  | 2                | Vereinigte Staaten ROC Italien                                                                                       | 23     |
| Weltmeisterschaften 2021 | Stockholm  | 1                | Kanada Frankreich Südkorea China Georgien Schweiz Estland Belarus Lettland Tschechien Mexiko Ukraine Schweden Israel | 23     |
| Nebelhorn Trophy 2021    | Oberstdorf | 1                | Vereinigte Staaten Frankreich ROC Südkorea Aserbaidschan Australien Kanada                                           | 7      |
| Gesamt                   | Gesamt     | Gesamt           | 20 | 30     |

### Frauen-Einzel
| Qualifikationswettkampf  | Ort        | Athleten pro NOK | Qualifizierte Nationen | Plätze |
| ------------------------ | ---------- | ---------------- | --- | ------ |
| Weltmeisterschaften 2021 | Stockholm  | 3                | ROC Japan | 24     |
| Weltmeisterschaften 2021 | Stockholm  | 2                | Vereinigte Staaten Südkorea | 24     |
| Weltmeisterschaften 2021 | Stockholm  | 1                | Belgien Österreich Aserbaidschan Kanada Estland Schweden Niederlande Bulgarien Deutschland Georgien China Tschechien Großbritannien Finnland | 24     |
| Nebelhorn Trophy 2021    | Oberstdorf | 1                | Vereinigte Staaten Polen Belarus Schweiz Ukraine Australien                                                                                  | 6      |
| Gesamt                   | Gesamt     | Gesamt           | 23 | 30     |

### Paarlauf
| Qualifikationswettkampf  | Ort        | Paare pro NOK | Qualifizierte Nationen                         | Plätze |
| ------------------------ | ---------- | ------------- | ---------------------------------------------- | ------ |
| Weltmeisterschaften 2021 | Stockholm  | 3             | ROC                                            | 16     |
| Weltmeisterschaften 2021 | Stockholm  | 2             | China Kanada Vereinigte Staaten Italien        | 16     |
| Weltmeisterschaften 2021 | Stockholm  | 1             | Japan Österreich Deutschland Ungarn Tschechien | 16     |
| Nebelhorn Trophy 2021    | Oberstdorf | 1             | Spanien Georgien Israel                        | 3      |
| Gesamt                   | Gesamt     | Gesamt        | 13                                             | 19     |

### Eistanz
| Qualifikationswettkampf  | Ort        | Paare pro NOK | Qualifizierte Nationen                                                                  | Plätze |
| ------------------------ | ---------- | ------------- | --------------------------------------------------------------------------------------- | ------ |
| Weltmeisterschaften 2021 | Stockholm  | 3             | ROC Vereinigte Staaten Kanada                                                           | 19     |
| Weltmeisterschaften 2021 | Stockholm  | 1             | Italien Großbritannien Spanien Polen China Litauen Frankreich Deutschland Japan Ukraine | 19     |
| Nebelhorn Trophy 2021    | Oberstdorf | 1             | Finnland Georgien Armenien Tschechien                                                   | 4      |
| Gesamt                   | Gesamt     | Gesamt        | 17                                                                                      | 23     |

### Teamwettbewerb
|  | Qualifiziert |  | Reserve |  | Keine Qualifikation möglich |

| Rang | Nation             | WM   | Grand Prix | Gesamt |
| ---- | ------------------ | ---- | ---------- | ------ |
| 1    | ROC                | 4387 | 1560       | 5947   |
| 2    | Vereinigte Staaten | 3793 | 1416       | 5209   |
| 3    | Kanada             | 2729 | 1220       | 3949   |
| 4    | Japan              | 2434 | 1396       | 3830   |
| 5    | China              | 1904 | 905        | 2809   |
| 6    | Italien            | 1701 | 1073       | 2774   |
| 7    | Frankreich         | 926  | 952        | 1878   |
| 8    | Südkorea           | 930  | 851        | 1781   |
| 9    | Deutschland        | 739  | 741        | 1480   |
| 10   | Großbritannien     | 756  | 718        | 1474   |
| 11   | Georgien           | 714  | 758        | 1472   |
| 12   | Österreich         | 992  | 191        | 1183   |
| 13   | Estland            | 552  | 610        | 1162   |
| 14   | Tschechien         | 586  | 551        | 1137   |
| 15   | Belgien            | 787  | 324        | 1111   |
| 16   | Belarus            | 422  | 474        | 896    |
| 17   | Ukraine            | 308  | 585        | 893    |
| 18   | Polen              | 377  | 457        | 834    |
| 19   | Spanien            | 418  | 324        | 742    |
| 20   | Schweiz            | 275  | 410        | 685    |